# Hans Albert Offe
Hans Albert Karl Offe  (* 21. Juli 1912 in Harburg; † 1993) war ein deutscher Chemiker.
Offe besuchte die Realgymnasien in Harburg, Wesermünde und Bremen. 1930 erlangte er in Hamburg das Abitur und nahm ein Studium in Erlangen auf, das er ab 1933 in Göttingen fortführte. Ebenda bestand er 1935 das Verbandsexamen und wurde 1937 mit einer Dissertation über das Krötengift Cinobufagin zum Dr. phil. promoviert. Danach war er hauptsächlich als Assistent bei Adolf Butenandt am Kaiser-Wilhelm-Institut für Biochemie in Berlin tätig. Er war Mitglied der SA (1933–1938, SA-Sturmmann), der DAF und des NSBDT. Im Zweiten Weltkrieg diente er von 1941 bis 1942 als Soldat bzw. Gefreiter, wurde dann jedoch vom Wehrdienst zurückgestellt und arbeitete als Chemiker für das Ammoniakwerk Merseburg. 1946 habilitierte er sich in Tübingen in Biochemie und ging in die Forschungslaboratorien der Bayer AG. 
Im Jahr 1950 entwickelte er das Medikament gegen Tuberkulose Neoteben (Isonikotinsäurehydrazid) unter Gerhard Domagk.
1975 erhielt er die Adolf-von-Baeyer-Denkmünze.